# Астанов, Умиджан Бабамурадович
Умиджа́н Аста́нов (туркм. Umidjan Astanow; 11 августа 1990, Мары, Туркменская ССР) — туркменский футболист, полузащитник клуба «Алтын Асыр» и национальной сборной Туркменистана.

## Карьера

### Клубная
Воспитанник марыйской команды «Мерв». С 2013 года выступает за балканабадский «Балкан». В сентябре 2013 года в составе «Балкана» стал обладателем Кубка президента АФК 2013. В 2015 году перешёл в ашхабадский «Алтын Асыр», 10 февраля 2015 года дебютировал за клуб в Кубке АФК.

### Карьера в сборной

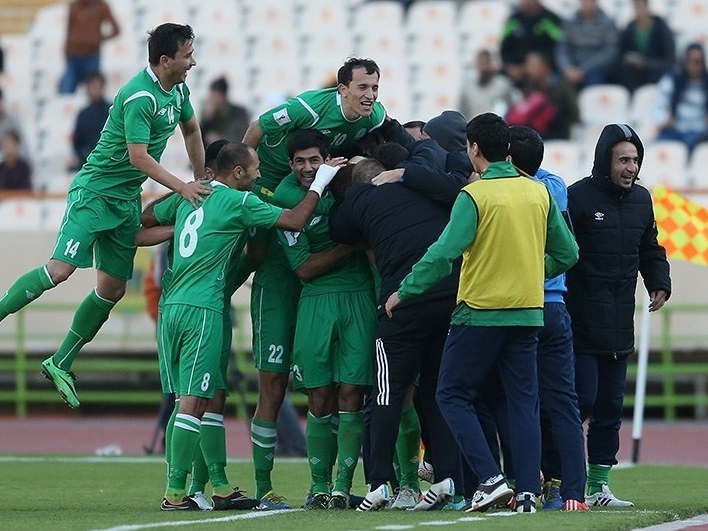
Астанов (№ 14) в игре за сборную Туркменистана против Ирана

В молодёжной сборной Умиджан выступал на Кубке Содружества 2012 в Санкт-Петербурге. В последнем матче против сверстников из сборной Таджикистана забил гол, а сборная сыграла вничью (1-1), тем самым заняв последнее место на турнире.
Выступал за Олимпийскую сборную Туркменистана на Азиатских играх 2010 в Гуанчжоу. Призывался в олимпийскую сборную Туркменистана, на отборочные матчи Олимпиады 2012 в Лондоне.
За национальную сборную дебютировал на Кубке вызова АФК 2012.

## Достижения
Сборная Туркменистана
- Финалист Кубка вызова АФК: 2012

«Балкан»
- Победитель Кубка президента АФК: 2013

«Алтын Асыр»
- Суперкубок Туркменистана: 2015
- Чемпион Туркменистана: 2015